# Lhota pod Libčany
Lhota pod Libčany (německy Lhota unter Liebtschan) je obec v okrese Hradec Králové, kraj Královéhradecký, zhruba 10 km jihozápadně od Hradce Králové. Žije zde přibližně 1 100 obyvatel.
Na jižním konci obce je železniční zastávka na trati z Chlumec nad Cidlinou do Hradce Králové. Na severu ji lemuje silnice číslo 611 z Hradce Králové do Prahy. U ní obec končí a dále na sever se rozkládá vesnička zvaná Libčany. Na jihu se naopak rozprostírá i za železniční trať, směrem ke vsi Hubenice, která je součástí obce.

## Historie
První písemná zmínka o obci pochází z roku 1436.

## Pamětihodnosti
- Kaple Nejsvětější Trojice z roku 1900 na návsi

## Osobnosti
- Jaroslav Černík (1894–1971) – československý legionář, důstojník československé armády, odbojář během druhé světové války